# David DeCoteau
David DeCoteau (Portland, Oregón, Estados Unidos, 5 de enero de 1962 -) es un prolífico director y productor de cine de serie B americano-canadiense. Durante su adolescencia profesó admiración por el productor de culto Roger Corman, con el que se carteó en repetidas ocasiones. A los 18 años se desplazó a Hollywood y consiguió que Corman le contratara en 1980 como asistente de producción para su compañía New World Pictures, más tarde trabajaría en el departamento de efectos especiales para producciones como Escape from New York y Galaxy of Terror.
Se estrenó en la labor de dirección con diversas películas pertenecientes al género pornográfico, tanto gay como heterosexual. firmándolas con el pseudónimo de David McCabe. En 1986 DeCoteau dirigió Creepozoides, su primera película fuera del género adulto, gracias al apoyo de Charles Band, con el que empezó a trabajar en su compañía Full Moon. Desde entonces DeCoteau ha dirigido más de 60 películas, la mayor parte de ellas encuadradas dentro del género de terror. Ha usado varios pseudónimos en su carrera, incluyendo —aparte del citado David McCabe— los de Ellen Cabot, Victoria Sloan, Julian Breen, Jack Reed, Martin Tate, Richard Chasen o Joseph Tennent. En la actualidad vive a caballo entre sus residencias de la Columbia Británica, Los Ángeles y Rumanía.
DeCoteau ha sido muchas veces encuadrado dentro del cine de terror de temática gay o gay horror,
 sin embargo sus películas no incluyen relaciones homosexuales explícitas, limitándose a incluir hombres semidesnudos en ropa interior. Sus películas se han llegado a resumir como producciones que siempre cuentan con «chicos atractivos y estúpidos con culos estupendos corriendo por ahí en ropa interior». En la década de los 90 se alabaron algunas producciones suyas —realizadas bajo el seudónimo Ellen Cabot— como Test Tube Teens from the Year 2000 por la originalidad de las situaciones que planteaba para introducir las escenas eróticas.

## Filmografía
- Dreamaniac (1986)
- Creepozoids (1987)
- Sorority Babes in the Slimeball Bowl-O-Rama (1988)
- Nightmare Sisters (1988)
- Lady Avenger (1988)
- American Rampage  (1989)
- Dr. Alien (1989)
- Deadly Embrace (1989)
- Murder Weapon(1989)
- The Girl I Want (1991)
- Puppet Master III: Toulon's Revenge (1991)
- Naked Instinct (1993)
- Beach Babes from Beyond '(1993)
- Test Tube Teens from the Year 2000 (1994)
- Blonde Heaven  (1995)
- Prehysteria! 3 (1995)
- Bikini Goddesses (1996)
- Petticoat Planet (1996)
- La venganza del jaguar (Prey of the Jaguar) (1996)
- The Journey: Absolution (1997)
- Esqueletos (Skeletons) (1997)
- Leather Jacket Love Story (1997)
- Lurid Tales: The Castle Queen (1997)
- Shrieker  (1998)
- Curse of the Puppet Master (1998)
- Beach Babes 2: Cave Girl Island (1998)
- Talisman (1998)
- Frankenstein Reborn! (1998)
- The Killer Eye  (1999)
- Alien Arsenal (1999)
- Witchouse (1999)
- El Grito de la Momia (1999)
- Totem (1999)
- Voodoo Academy (2000)
- Prison of the Dead (2000)
- The Brotherhood (2001)
- Final Stab (2001)
- The Brotherhood 2: Young Warlocks (2001)
- Instituto sangriento (The Frightening) (2002)
- Lobos de Wall Street (Wolves of Wall Street) (2002)
- The Brotherhood III: Young Demons(2003)
- Leeches! (2003)
- Speed Demon (2003)
- Ring of Darkness (2004)
- Tomb of Terror (2004)
- The Sisterhood (2004)
- Killer Bash (2005)
- The Brotherhood IV (2005)
- Witches of the Caribbean (2005)
- Frankenstein & the Werewolf Reborn! (2005)
- Beastly Boyz (2006)
- Grizzly Rage (2007)
- The Raven (2007)
- House of Usher (2008)
- Playing with Fire (2008)
- The Invisible Chronicles (2009)
- The Brotherhood V: Alumni (2006)
- The Brotherhood VI: Initiation (2006)
- Alien Presence (2009)
- Stem Cell (2009)
- The Pit and the Pendulum (2009)
- Nightfall (2009)
- Puppet Master: Axis of Evil (2010)
- Body Blow (2010)
- A Dream Within a Dream (2011)
- Christmas Spirit (2011)
- Snow White: A Deadly Summer (2012)